# My favorite waste of time
My favorite waste of time (ook wel You're my favorite waste of time) is een lied geschreven door Marshall Crenshaw in 1982. Hij bracht het uit als B-kant van zijn single Someday, someway. Als uitvoerend artiest werd daarbij vermeld Marshall Crenshaw and The Handsome, Ruthless and Stupid Band. Dat plaatje haalde de 36e plaats in de Billboard Hot 100 (elf weken).

## Bette Midler
Het nummer zou altijd als B-kant hebben blijven bestaan, als in 1983 Bette Midler het lied niet als A-kant had uitgebracht van een officiële single. Ze heeft er in de Verenigde Staten een klein hitje mee; ze haalt een 78e plek aldaar. In Europa verkoopt het plaatje nauwelijks. Het is de tweede track van haar album van toen: No frills.

## Owen Paul
Het grootste succes is weggelegd voor de Schotse zanger Owen Paul. Het is zijn enige single die de Nederlandse, Belgische (Vlaamse), Duitstalige en de Britse hitparade weet te bereiken. In België werd Pleased to meet you nog een kleine hit. Paul stopte al vrij snel met muziek maken. Hij vond zichzelf niet in de muziekwereld passen, maar maakte in 2002 een comeback.

### Hitnoteringen
In thuisland het Verenigd Koninkrijk was het goed raak. De plaat stond 14 weken genoteerd in de UK Singles Chart met als hoogste notering een 3e positie. In Ierland werd de 4e positie bereikt, in Oostenrijk de 20e, Duitsland de 21e en Zwitserland de 19e positie.
In Nederland was de plaat op vrijdag 27 juni 1986 Veronica Alarmschijf op Radio 3 en werd mede hierdoor een hit in de destijds twee landelijke hitlijsten op de nationale publieke popzender. De plaat bereikte de 6e positie in de Nederlandse Top 40 en de 8e positie in de Nationale Hitparade. In de Europese hitlijst op Radio 3, de TROS Europarade, werd de 8e positie behaald.
In België bereikte de plaat de 7e positie in de Vlaamse Radio 2 Top 30 en de 8e positie in de voorloper van de Vlaamse Ultratop 50. In Wallonië werd géén notering behaald.
In de sinds december 1999 jaarlijks uitgezonden NPO Radio 2 Top 2000 van de Nederlandse publieke radiozender NPO Radio 2, stond de plaat voorlopig alleen in 2000 genoteerd op een 1895e positie.

#### Nederlandse Top 40
| Positie: | 39 | 21 | 14 | 7 | 6 | 6 | 9 | 11 | 19 | 27 | uit |

#### Nationale Hitparade
| Positie: | 10 | 8 | 12 | 13 | 13 | 20 | 24 | 37 | uit |

#### TROS Europarade
Hitnotering: 19-07-1986 t/m 09-08-1986. Hoogste notering: #8 (1 week).

#### Vlaamse Radio 2 Top 30
| Positie: | 10 | 9 | 6 | 7 | 7 | 13 | 30 | 24 | uit |

#### Vlaamse Ultratop 50
| Positie: | 14 | 9 | 8 | 8 | 8 | 12 | 25 | 32 | uit |

#### NPO Radio 2 Top 2000
My favorite waste of time stond alleen in 2000 in de NPO Radio 2 Top 2000, op plek 1895.

## Nederlandse versie
Van het lied verscheen in 1997 een Nederlandse versie onder de titel Jij bent het helemaal voor mij in een uitvoering van Piece of Cake. Het haalde geen hitparades.